# Haworthia blackburniae
Haworthia blackburniae és una espècie del gènere Haworthia de la subfamília de les asfodelòidies.

## Descripció
Haworthia blackburniae creix sense tronc i forma grups amb arrels en forma de fus. Les 10 a 15 fulles fines i llargues formen una roseta amb un diàmetre a la base d'1 a 1,5 cm. El limbe foliar és de verd brillant a verd marronós o verd grisenc fosc, té fins a 40 cm de llargada i 0,3 a 0,5 cm d'amplada. La part superior de la fulla és seca. Els marges de les fulles són glabres o finament espinosos.
La inflorescència pot arribar a fer fins a 30 cm de llargada i consta de 15 a 20 flors. Les flors són blanques i tenen venes verdes.

## Distribució i hàbitat
Haworthia blackburniae és comú a la província de sud-africana del Cap Occidental, des de Prinspoort a l'oest fins a Calitzdorp a l'est. H. blackburniae creix en algunes localitats en grups densos, en altres roman solitària. Hi ha una forma molt interessant a prop de Calitzdorp a Kleinberg, on les plantes tenen fulles molt més amples i curtes. En general, prefereix a la natura els vessants meridionals més frescos i protegits.

## Taxonomia
Haworthia blackburniae va ser descrita per W. F. Barker i publicat a Journal of South African Botany 3: 93, a l'any 1937.
Etimologia
Haworthia: nom en honor del botànic britànic Adrian Hardy Haworth (1767-1833).
blackburniae: epítet en honor probablement de l'esposa de H. Blackburn el 1936. El seu marit era el cap d'estació de Calitzdorp, Cap Occidental (Sud-àfrica).
Varietats acceptades
- Haworthia blackburniae var. blackburniae (varietat tipus)
- Haworthia blackburniae var. derustensis M.B.Bayer
- Haworthia blackburniae var. graminifolia (G.G.Sm.) M.B.Bayer[5]